# ASL Bauhinia
El MV ASL Bauhinia fue un buque portacontenedores de propiedad china construido en 2022. El buque estaba registrado en Hong Kong y tenía una tripulación compuesta íntegramente por chinos. En enero de 2025, el barco se incendió mientras transitaba por el Mar Rojo y fue abandonado por su tripulación. Tenía un tonelaje de 18.526 toneladas, una capacidad de carga de 1.930 contenedores TEU, una eslora de 172 metros y una manga de 27,5 metros.

## Hundimiento
El ASL Bauhinia fue construido en 2022 y fue operado por Emirates Shipping Line, que alquiló el buque a Asean Seas Line. Fue el primer barco de Asean Seas Line con más de 1.900 contenedores de tamaño TEU de capacidad de carga.
El ASL Bauhinia partió de Jebel Ali, Emiratos Árabes Unidos, el 22 de enero de 2025 con destino a Yeda, Arabia Saudita, con un cargamento que incluía materiales peligrosos. El 28 de enero, mientras el barco estaba en tránsito en el Mar Rojo frente a la costa de Yemen, se produjo una explosión y el barco se incendió. La tripulación abandonó el barco sin sufrir lesiones y fue recogida por otro barco, dejando al ASL Bauhinia a la deriva. El Centro de Información Marítima Conjunta del Mando Central de los Estados Unidos dijo que la explosión no estaba relacionada con los ataques de los combatientes hutíes en la Crisis del mar Rojo, y se cree que el incendio fue un incendio de un contenedor causado por el cargamento peligroso del barco.